# Egyvonalas vaspondró
Az egyvonalas vaspondró vagy vonalas vaspondró (Megaphyllum unilineatum) az ízeltlábúak (Arthropoda) törzsébe, az ikerszelvényesek (Diplopoda) osztályába, a vaspondrók (Julida) rendjébe, a vaspondrófélék (Julidae) családjába tartozó inváziós állatfaj.
A fajt a német Carl Ludwig Koch, biológus írta le 1838-ban.

## Elterjedése
Európa-szerte sokfelé előfordul, még Oroszországban is megtalálható. Magyarországon is jelen van, elsősorban az Alföld füves részein és akácosokban lelhető fel, az egyik legelterjedtebb inváziós fajként tartják számon.

## Leírása
Teste hosszúkás, hengeres, fényes fekete vagy szürke, háta közepén hosszanti sárga sáv található rajta. Átlagos testhossza 2-3 centiméter. A szelvényeiben található mirigyek kellemetlen szagú váladékot termelnek.

## Életmódja
Rejtőzködő életmódot folytat a talajszinten, főként az avarban elrejtőzve. Gombákkal, algákkal és elhalt növényi részekkel táplálkozik. Jól tűri a szárazságot és az emberek közelségét. Kedvező előfeltételek esetén számuk jelentősen megnőhet, ekkor hajlamossá válik az invázióra. 1995–1996 között Balassagyarmat területén figyeltek meg erőteljes vaspondró-inváziót.